# ラムダロケット

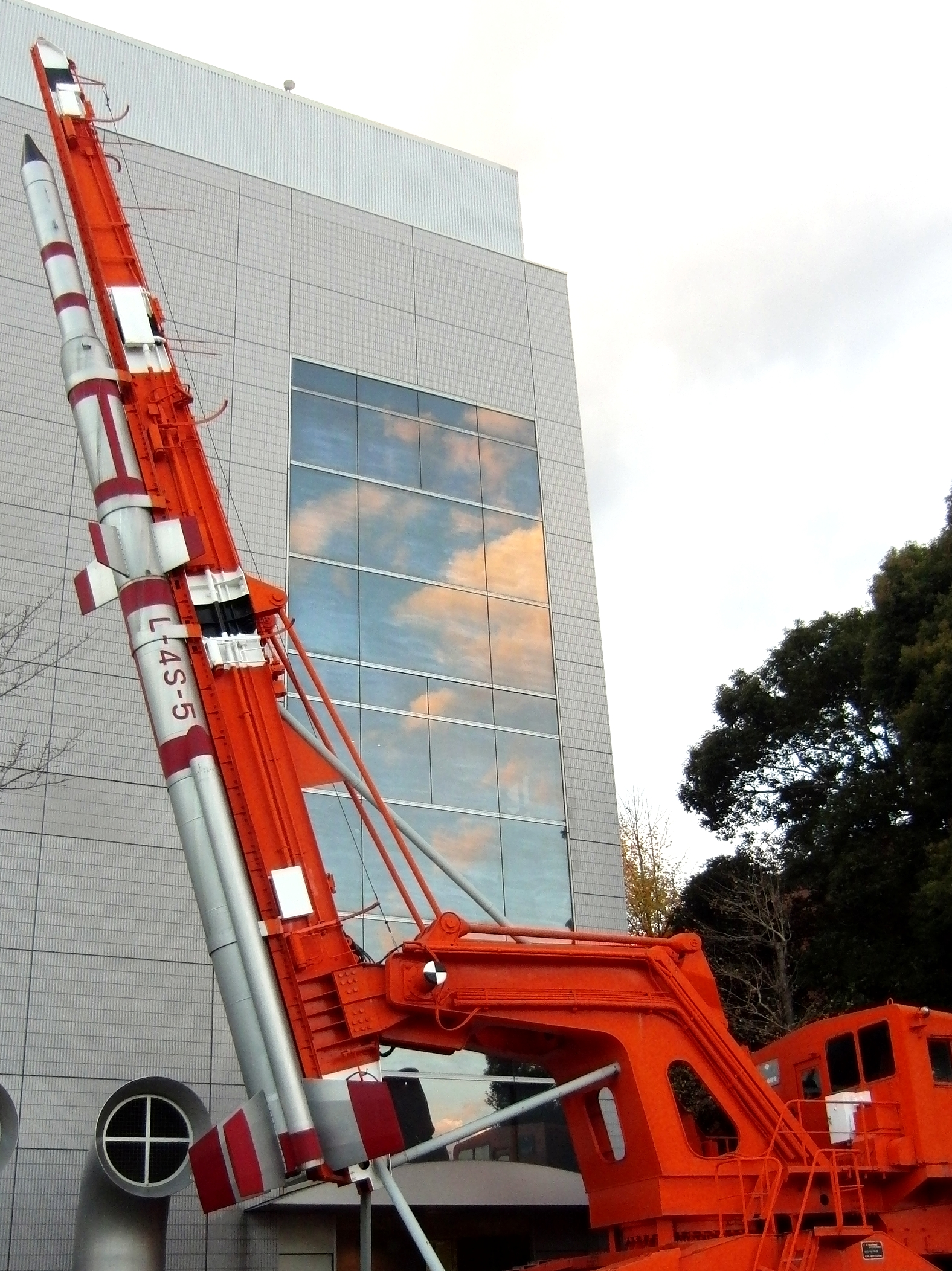
日本初の人工衛星を打ち上げたラムダロケットとランチャ（国立科学博物館裏に展示）

ラムダ(Λ)ロケットとは東京大学生産技術研究所と後継機関の東京大学航空宇宙研究所（後の宇宙科学研究所）が、プリンス自動車工業と後継企業の日産自動車宇宙航空事業部と共に開発した全段固体燃料の観測ロケットシリーズである。

## 概要
1960年に高度1,000kmの内側ヴァン・アレン帯に届く観測ロケットシリーズとして立案され、カッパロケットに続くものとして "L-計画" と名付けられた。L-3で当初の目的は達成されているが、1964年に糸川英夫によって人工衛星打ち上げロケットとしての利用の可能性が示唆された後、人工衛星打ち上げロケットとしての性能を満たす様に改良が重ねられた。1970年 L-4S 5号機において日本初の人工衛星であるおおすみの打ち上げを成功させている。また、それらと並行してミューロケットの技術試験機としても用いられた。

## 技術的特徴
ラムダロケットは直径735mmのロケットモーターを持つ。これはカッパロケットのK-420ロケットモータを上段ロケットとして流用する為に決定されたものである。直径400mmからミューロケットで予定されている直径1,400mmまでの間を100mm刻みで設計を行い、最適解として選ばれたのが直径735mmであった。推進剤や機体素材等もカッパロケットで使われた技術を基にしており、打ち上げ実験ごとに改良が重ねられたものとなっていく。尾翼はカッパロケット以上に大型であるので、開発段階から航空機技術を取り入れている。

## バリエーション

### L-2
新開発の第1段であるL-735ロケットモータと K-9M の第1段K-420ロケットモータを高空用に改良した第2段からなり、共にポリサルファイド系固体推進薬を用いている。L-2の1段目は4つのノズルをもつものであり、固体ロケットの形態としては珍しいものである。これは、当時一体型ノズルスロートに用いることができるサイズのグラファイトが製造できなかったこと、金属酸化物コーティングによる断熱法において4ノズルであるほうが重量的に優位であることなどによるものである。1963年に2機が打ち上げられ、高度400kmに達した。

### L-3
L-2の1段目をベル型一体ノズルに改良した上、新開発の第3段を付加することで開発された。全段にポリウレタン系固体推進薬を用いている。高度1,000kmを達成。当時の3段式観測ロケットとしては最高性能を誇った。第2段分離時の高度は370kmでK-9Mと同等であり、それ自体が別個の観測ロケットとして使用することができる。1964年から1965年にかけて3機が打ち上げられ、高度1,000kmに達した。
仕様
- 全長：19.1m
- 重量：7.0t
- 到達高度：1,000km
- 搭載重量：120kg

### L-3H
L-3の第2段を第1段と同じ735mmまで拡大,全長を縮小することで飛翔性能の向上をはかったものである。第1段及び第2段にはL-3と同様ポリウレタン系固体推進薬を用いているが、第3段にはポリブタジエン系固体推進薬を採用し、高性能化を図った。3号機以降は更なる飛翔性能向上を目的として314mm径の補助ブースター SB-310 を2本搭載している。L-4Sの試験機といった側面も併せ持つ。1966年から1977年にかけて9機が打ち上げられ、高度2,000kmに達した。
仕様
- 全長：16.5m
- 重量：9.5t
- 到達高度：2,000km
- 搭載重量：100kg

### L-4S
L-3Hに4段目としてチタン合金製球形ロケットモータを搭載したものである。1号機だけは補助ブースタが搭載されていない。人工衛星打ち上げ実験に用いられた。1966年に打ち上げられた1号機から1969年に打ち上げられた4号機までは軌道投入に失敗したが、その度に改良が加えられ、1970年2月11日5号機において日本初の人工衛星であるおおすみの打ち上げを達成している。

### L-4T
L-4Sの4段目の推進剤を60%まで減じたものである。L-4S 3号機打ち上げ後に漁業問題で打ち上げ実験が1年半中断していたが、その間にも各部分の改良は進められていた。この改良の成果を総合的に確認するために計画されたものである。あくまで成果の確認として計画されたものであり、それを強調するために軌道投入能力は有していない。1969年に1機が打ち上げられ、第3段残留推力の問題を示すこととなった。

### L-4SC
L-4SにTVCとサイドジェットによる誘導制御を取り入れることで開発された。1,2,3号機はL-4Sと同様に第2段に尾翼を持ちM-3Cの開発に、第2段に尾翼を持たない4,5号機はM-3Sの開発に用いられた。L-4Sと同程度の軌道投入能力を有するが、当時の衛星計画は全てミューロケットの使用を前提としており、L-4SCを用いて10kg程度の超小型衛星を打ち上げる意義は存在しなかった。このため、衛星打ち上げに使用されることは無く、第3段目をダミーとしたり、また、より重いペイロードを搭載して弾道飛行を行う技術開発/観測ロケットとして使用された。1971年から1979年まで5機が打ち上げられた。

### ST-735
初段にL-735ロケットモータを用いた技術試験用ロケット。1号機は直径385mmの補助ブースタを備えた単段構成で、M-3SIIの開発に用いられた。全体がM-3SIIの相似形をなしており、空力特性の検証が行われた他、テレメトリデータの取得及び補助ブースタ切り離し機構の試験等が行われた。2号機は2段構成でM-Vの開発に用いられた。1段目切離しと2段目点火を同時に行うファイアインザホールと呼ばれる方式の試験や、SMRCによるロール制御、新型タイマの試験等が行われた。

### SB-735
L-735ロケットモータを改良した補助ロケットブースタ。M-3SIIの第1段側面に2基装着され、MNTVCによってM-3SIIロケット第1段のロール制御を受け持つ。

### NAL-735
ISASとNALが共同開発した単段式ロケットで、小型超音速実験機 "NEXST-1" を高度18kmに打ち上げる為に用いられる。機体はST-735,SB-735を基にしており、実験に合わせ燃焼後期の増速を抑えた2段燃焼パターンへの変更、飛行制御用フィンの追加、実験機取付部, 安定翼取付部や点火モータの増強、MNTVCの除去と推力方向が重心を貫くように2.9度のカント角でのノズルの固定化、及びM-Vロケット 4号機の失敗を受けたノズルスロートの3D-C/C材への素材変更、以上5項目の改修が施されている。4機が製造され、2002年以降ウーメラ射場から2機が打ち上げられ、1機（2005年）が成功している。打ち上げには鹿児島宇宙空間観測所(現内之浦宇宙空間観測所)に保管されていたラムダロケット用ランチャを改修し、ウーメラ射場へ搬送され用いられた。他に地上燃焼試験で2001年と2007年(2回)にも使用された。
仕様
- 全長：9.998m (ロケットモータ部8.12m)
- 重量：4.7t
- 到達高度：18km
- 搭載重量：2t
- 燃焼時間：50s

## 成果の曖昧さ
1963年12月11日に打ち上げられたラムダ2型2号機では、打ち上げ後に「すべて計画通りに成功し、到達高度は410kmに達し、米ソに次ぐ記録」と発表された。しかし実際には観測データ送信装置が故障しており電離層、宇宙線、地磁気の観測は全くできなかったこと。また、既にフランスが470kmに達するロケットを打ち上げており、米ソ仏に次ぐ記録と表現されるべきものであった。さらに1964年7月11日に打ち上げられたラムダ3型1号機では、打ち上げ後に「高度約1000kmに達した」「観測用ロケットとして世界の高度新記録を作った」と発表されたが、後に高度は850kmどまりであった上、高度記録もアメリカに1000kmを上回る記録が存在していたことなどが明らかになっている。次第に東京大学航空研究所によるロケット発射の成果発表のあいまいさが指摘されるようになり、1967年7月12日には衆議院科学技術振興対策特別委員会にて技術報告書の杜撰さや失敗した原因の追及不足などが取り沙汰されている。